# Tetraponera maffini
Tetraponera maffini är en myrart som beskrevs av Horace Donisthorpe 1948. Tetraponera maffini ingår i släktet Tetraponera och familjen myror. Inga underarter finns listade i Catalogue of Life.